# The Righteous Brothers
I Righteous Brothers sono un duo musicale soul statunitense, originariamente formato da Bill Medley e Bobby Hatfield.
Il duo, che raggiunse l’apice della popolarità negli anni '60, è considerato uno dei più influenti gruppi musicali della storia della musica popolare.
Nel corso del tempo il gruppo si è sciolto e si è riunito più volte, cambiando formazione in più occasioni ma vedendo sempre la partecipazione di almeno uno dei due membri originali. I The Righteous Brothers sono stati inseriti nella Rock and Roll Hall of Fame nel 2003 e nella Vocal Group Hall of Fame nel 2005. La rivista Rolling Stone li ha inseriti nella classifica dei 20 migliori duo della storia della musica.
Tra I maggiori successi del gruppo ci sono Unchained Melody e You’ve Lost That Lovin’ Feelin’.

## Carriera

### Storia
La loro prima parentesi musicale è durata dal 1963 fino al 1968, dopodiché Bill Medley abbandonò il gruppo per dedicarsi ad una carriera solista. In questi cinque anni, i due raggiunsero l’apice del successo soprattutto nel periodo di collaborazione con Phil Spector. Nel 1968 Bill fu sostituito da Jimmy Walker fino al 1971.
Il duo originale tornò insieme nel 1974 per poi sciogliersi nuovamente nel 1976. Nel 1981 i due tornarono insieme per l’ultima volta, dopo di che tornarono ad esibirsi fino al 2003, anno in cui Hatfield è morto.
Dal 2016 Bill Medley è tornato ad esibirsi con il cantante Bucky Heard. Al 2023 sono ancora in tournée.

### Successi
Il loro singolo di debutto fu Little Latin Lupe Lu nel 1963, che ebbe una buona accoglienza negli Stati Uniti, ma i loro maggiori successi internazionali sono You've Lost That Lovin' Feelin' usata nel film Top Gun e soprattutto Unchained Melody, brano del 1965, ripreso nel 1990 nella colonna sonora del film Ghost - Fantasma. Un altro loro successo è la canzone Ebb Tide (1965), reinterpretata poi da artisti come Frank Sinatra, The Platters e Mina. Inoltre il pezzo compare in una scena del film Una pallottola spuntata 2½ - L'odore della paura con Leslie Nielsen. Nel 1966 il singolo (You're My) Soul and Inspiration raggiunge ancora la prima posizione della Billboard Hot 100 per tre settimane.

## Stile
Esponenti del soul bianco, i due cantanti sono sempre stati artisti poliedrici, in grado di interpretare vari stili musicali.
Il loro stile canoro venne definito "blue-eyed soul" ("soul dagli occhi blu"). Sia Medley che Hatfield possedevano un eccezionale talento, che ha contribuito a distinguerli dalla massa e regalare loro un enorme successo. Medley è considerato un baritono, molto adatto alle tonalità basse, mentre Hatfield era un tenore, più a suo agio con le tonalità più alte.

## Formazione
Membri attuali
- Bill Medley (1962-1968, 1974-1976, 1981-2003, 2016-oggi)
- Bucky Heard (2016-oggi)

Ex membri
- Bobby Hatfield (1962-1971, 1974-1976, 1981-2003; morto nel 2003)
- Jimmy Walker (1968–1971; morto nel 2020)

## Discografia

### Album in studio
| Titolo                                                 | Anno | Massima posizione in classifica | Massima posizione in classifica | Massima posizione in classifica | Massima posizione in classifica | Certificazione             |
| Titolo                                                 | Anno | US                              | US R&B                          | AUS                             | CAN                             | Certificazione             |
| ------------------------------------------------------ | ---- | ------------------------------- | ------------------------------- | ------------------------------- | ------------------------------- | -------------------------- |
| Right Now!                                             | 1963 | 11                              | 8                               | —                               | —                               |                            |
| Some Blue-Eyed Soul                                    | 1964 | 14                              | —                               | —                               | —                               |                            |
| This Is New!                                           | 1965 | 39                              | —                               | —                               | —                               |                            |
| You've Lost That Lovin' Feelin'                        | 1965 | 4                               | 3                               | —                               | —                               |                            |
| Just Once in My Life...                                | 1965 | 9                               | 8                               | —                               | —                               |                            |
| Back to Back                                           | 1965 | 16                              | —                               | —                               | —                               |                            |
| Soul & Inspiration                                     | 1966 | 7                               | 18                              | —                               | —                               | - Stati Uniti: Disco d'oro |
| Go Ahead and Cry                                       | 1966 | 32                              | —                               | —                               | —                               |                            |
| Sayin' Somethin'                                       | 1967 | 155                             | —                               | —                               | —                               |                            |
| Souled Out                                             | 1967 | 198                             | —                               | —                               | —                               |                            |
| One for the Road                                       | 1968 | 187                             | —                               | —                               | —                               |                            |
| Re-Birth (con Bobby Hatfield e Jimmy Walker)           | 1969 | —                               | —                               | —                               | —                               |                            |
| Give It to the People                                  | 1974 | 27                              | —                               | 83                              | 27                              |                            |
| Sons of Mrs. Righteous                                 | 1975 | —                               | —                               | —                               | —                               |                            |
| The Righteous Brothers (con Bill Medley e Bucky Heard) | 2016 | —                               | —                               | —                               | —                               |                            |